# St. Bonifatius (Wanzleben)

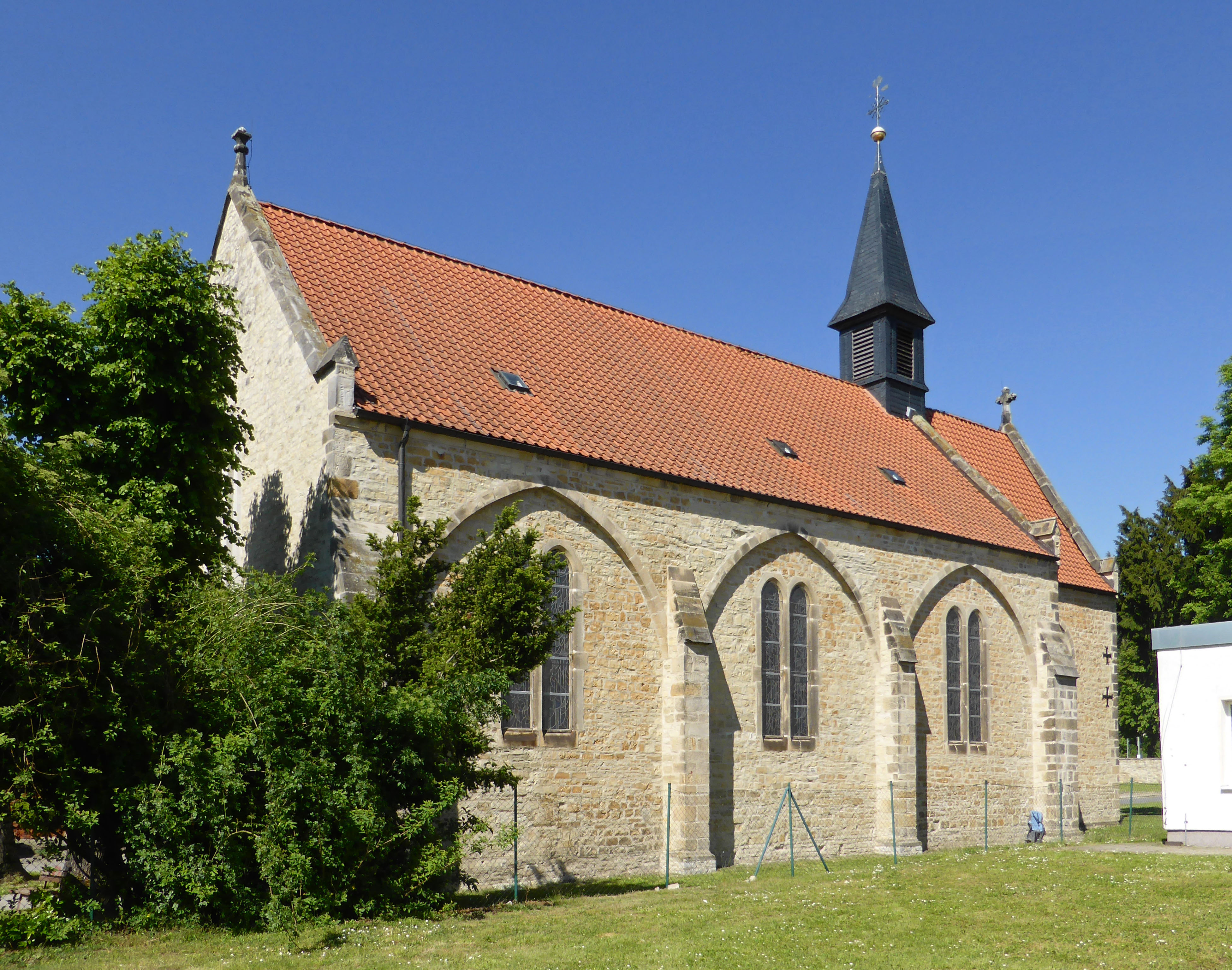
St.-Bonifatius-Kirche

Die Kirche Sankt Bonifatius ist die katholische Kirche in Stadt Wanzleben, einem Ortsteil der Stadt Wanzleben-Börde im Landkreis Börde in Sachsen-Anhalt. Die nach dem heiligen Bonifatius benannte Kirche ist die Pfarrkirche der Pfarrei St. Bonifatius im Dekanat Egeln des Bistums Magdeburg. Sie ist im Denkmalverzeichnis des Landes Sachsen-Anhalt unter der Erfassungsnummer 094 95476 als Baudenkmal aufgeführt und hat die Adresse Vor dem Hohen Tor 2.

## Geschichte
Ungefähr im 8. bis 9. Jahrhundert begann die Christianisierung im Raum Wanzleben. Zunächst gehörte Wanzleben zum Bistum Halberstadt, von der Gründung des Erzbistums Magdeburg im Jahre 968 an zu diesem. 1552 wurde in Wanzleben die Reformation eingeführt und die Einwohner und die Kirchen in Wanzleben evangelisch-lutherisch.
Anfang des 19. Jahrhunderts zogen wieder Katholiken nach Wanzleben. Es handelte sich um Arbeiter aus dem Eichsfeld. Für sie stand zunächst die Kirche des nahegelegenen Zisterzienserinnenklosters Meyendorf zur Verfügung, das über die Reformation hinweg katholisch geblieben war. Ab 1836 wurde seitens des Klosters Meyendorf in Wanzleben Unterricht für die katholischen Kinder erteilt. Vom 16. Dezember 1853 an wurden in Wanzleben gelegentlich Heilige Messen gehalten. Sie erfolgten durch den Pfarrer des Klosters Meyendorf und fanden im Unterrichtsraum der Schüler statt. Da der Gottesdienstraum im Laufe der Zeit zu klein wurde, wurden die Gottesdienste 1856 in die Hospitalkirche St. Nicolai verlegt.
Nachdem Josef Weidenfeld, Besitzer des Rittergutes Birkhof bei Neuss, eine größere Geldsumme spendete, konnte in Wanzleben ein Kirchenbau in Angriff genommen werden. Am 21. Juli 1865 erfolgte die Grundsteinlegung, und am 13. Oktober 1866 folgte die Benediktion der Kirche durch Pfarrer Baeseler. Am 14. Oktober 1866 fand die erste Heilige Messe statt. Die Weihe der Kirche vollzog am 17. August 1867 Bischof Konrad Martin, der Bischof des Bistums Paderborn, zu dem Wanzleben damals gehörte.
1866 war bereits Kaplan Wilhelm Anton Schlottmann von Meyendorf nach Wanzleben umgezogen und war hier als Missionsvikar tätig, womit in Wanzleben eine katholische Gemeinde gegründet worden war. Am 1. Mai 1909 bekam sie den Status einer selbstständigen Filialkirchengemeinde (Pfarrvikarie) der Kirchengemeinde Meyendorf. 1939 musste die katholische Schule auf Anweisung der nationalsozialistischen Machthaber geschlossen werden. 1945/46 vergrößerte sich die Zahl der Katholiken in Wanzleben durch den Zuzug von Flüchtlingen und Heimatvertriebenen erheblich. Am 30. August 1952 weihte Weihbischof Friedrich Maria Rintelen einen neuen Hochaltar. Am 1. April 1953 wurde die Pfarrvikarie Wanzleben aus ihrem bisherigen Pfarrverband Meyendorf herausgelöst und zu einer eigenständigen Pfarrei erhoben. 1965 schuf der Glaskünstler Christof Grüger Schifffenster, Rundfenster der Südwand und Rosette. 1995 wurde auf dem Kirchengrundstück ein neuer Kindergarten erbaut.
Am 1. Dezember 2007 wurde ein Gemeindeverbund errichtet, der die Pfarreien St. Bonifatius in Wanzleben und St. Andreas in Meyendorf sowie die Pfarrvikarien St. Marien in Bahrendorf und St. Mauritius in Langenweddingen umfasste. Damals gehörten zur Pfarrei Wanzleben rund 460 Katholiken. Am 2. Mai 2010 entstand aus dem Gemeindeverbund die heutige Pfarrei St. Bonifatius. Die Kirche St. Josef in Zuckerdorf Klein Wanzleben, die zuletzt ebenfalls zur Pfarrei St. Bonifatius gehörte, wurde 2016 profaniert. Auch die Kulturkirche in Schwaneberg, eine ehemals katholische Kirche, steht auf dem Gebiet der Pfarrei St. Bonifatius.